# Medelby
Medelby là một đô thị thuộc huyện Schleswig-Flensburg, trong bang Schleswig-Holstein, nước Đức. Đô thị Medelby có diện tích 9,75 km², dân số thời điểm 31 tháng 12 năm 2006 là 899 người.